# Josef Vašata
Josef Vašata (25. března 1884 Josefov – 29. srpna 1942 Kladno) byl český dirigent a hudební skladatel.

## Život
Otec skladatele byl varhaníkem v Josefově a později i v Praze, v bazilice svatého Petra a Pavla na Vyšehradě. Poskytl tak synovi základní hudební vzdělání. Dále pak studoval soukromě u Františka Blažka a Vítězslava Nováka. V letech 1910–1914 byl korepetitorem a sbormistrem v brněnském Národním divadle, dirigentem u divadelní společnosti Janovského v Ostravě, dirigentem Východočeského divadla a ředitelem několika orchestrů v Rusku, v Německu a v Polsku. Po vypuknutí první světové války přišel do Kladna, kde založil Středočeskou filharmonii. Osvědčil se jako hudební organizátor, který pozvedl hudební život města a celého kraje. Vašatova ulice se nachází v centru města u náměstí Svobody.
Bratr skladatele Rudolf Leo Vašata (1888–1953) byl operetním zpěvákem a dirigentem. Skladatelovi synové, Rudolf Vašata (1911–1982) a Karel Vašata (1915–1999), se stali rovněž dirigenty.

## Dílo
Komponoval hudbu nejrůznějších žánrů. Od tanečních skladeb, pochodů a hudby k sokolským cvičením až po hudbu symfonickou a chrámovou. Velmi oblíbené byly ve své době jeho lidové operety.

### Výběr skladeb
- Tři doby země české (symfonický obraz)
- Missa pastoralis in F (1907)

### Operety
- Ať se mládí vydovádí
- Co se škádlívá, rádo se má!
- Dvě šťastná srdce (Mladost je radost)
- Já jsem malý mysliveček
- Její první hubička
- Komediantova dcera
- Ku Praze je cesta dlouhá
- Lásce z cesty neuhneš (Osada mladé lásky)
- Láska ze sletu
- Lidé zlatí - já jsem milionář
- Má panenka modrooká
- Měl jsem tě holka rád
- "Na Závětří" pod Šumavou
- Od rána do večera (Zas nová aféra!)
- Pantáta má sólo
- Písnička srdce
- Pražský popelář (A nebudeš podvádět ženy své)
- Princezna z cirkusu
- Slečinka z Bílého zámečku
- Slunéčko když začne hřát
- Srdíčko z lásky
- Stoprocentní kluk
- Tulácká krev
- Zapadlý zvoneček